# Metapioplasta simo
Metapioplasta simo is een vlinder van de familie van de uilen (Noctuidae). De wetenschappelijke naam van deze soort is voor het eerst voorgesteld als Acontia simo door Hans Daniel Johan Wallengren in een publicatie uit 1860.
De soort komt voor in het Afrotropisch gebied waaronder Kenia, Tanzania, Angola, Mozambique, Namibië, Botswana, Zimbabwe, Zuid-Afrika en Madagaskar.